# Divieto di contemporanea iscrizione
Il divieto di contemporanea iscrizione a più corsi di istruzione superiore era una norma italiana contenuta nel regio decreto 31 agosto 1933 n. 1592 secondo la cui interpretazione non era possibile per chi fosse iscritto ad un corso di laurea, di laurea magistrale, di master universitario, di specializzazione, di dottorato di ricerca, di diploma accademico di I livello e II livello, presso un'istituzione accademica oppure di alta formazione artistica, la contemporanea iscrizione ad un altro corso di istruzione superiore.
Tale norma, di fatto, conosceva tre sole deroghe, una contenuta nello stesso regio decreto e tale per cui gli studenti delle università o degli istituti superiori potevano iscriversi alle scuole speciali, le quali vertevano su una tecnica militare e portavano al conseguimento di una laurea o di un diploma, e altre due deroghe contenute nella legge 240 del 2010, secondo cui era ammessa contemporaneamente la doppia iscrizione e frequenza a corsi accademici del Conservatorio e dell'Università, purché per uno dei due corsi fosse stato scelto l’impegno a tempo parziale, ed era consentita l'iscrizione congiunta ad un dottorato di ricerca e ad una scuola di specializzazione medica.

## Italia
La norma è stata abolita dal Parlamento Italiano il 6 aprile 2022, tale divieto era prescritto all'art. 142 del Regio Decreto (R.D.) 1592/1933, cd. Testo Unico sulle leggi sull'istruzione superiore.

### Contenuto
Il dettato normativo, contenuto nella sezione III (Studenti) al Capo I (Carriere scolastiche) del R.D. 1592/1933, recita (art. 142): 
()
La ratio legis affonda le proprie radici in un contesto socio-culturale laddove un'economia chiusa a forte vocazione agricola, come quella dell'Italia del primo novecento, richiedeva di evitare al massimo il dispendio di energie da parte dei pochi studenti meritevoli che si prodigavano nel frequentare e portare a termine l'impegnativo percorso universitario.

### Dibattito sull'abrogazione
La norma è stata avversata da quanti la reputano obsoleta, illiberale e addirittura dannosa in un mondo che chiede sempre più flessibilità e fluidità di competenze. Sul tema non mancano pareri discordanti e contrari alla sua completa abolizione da parte di chi teme una insensata "bulimia" educativa.
Sin dai primi anni duemila alcuni hanno iniziato a sentire l'esigenza della sua abrogazione, anche in relazione alla competitività del sistema Paese nello scenario globale, che è al penultimo posto in Europa per numero di laureati.
Da ultimo, il plebiscitario e unanime consenso di tutte le forze politiche presenti nel Parlamento italiano ha portato ad approvare in Commissione Cultura alla Camera un disegno di legge il 17 dicembre 2020 con l'intento di abrogare il divieto. Si tratta di un testo unificato, a firma del relatore Alessandro Fusacchia, dei diversi progetti di legge presentati da alcuni parlamentari di vari schieramenti politici e dal C.N.E.L.
Sebbene l'iter di approvazione abbia subito una rapida accelerazione negli ultimi tempi, numerose proposte di legge erano state presentate anche in precedenza. Emblematico è stato l'interessamento dell'ex Ministro Marco Bussetti e del C.N.E.L. che hanno fatto da apripista alla discussione in Parlamento nella XVIII legislatura.
Già nel 2009 il Ministero dell'istruzione, dell'università e della ricerca, cercando di erodere l'ambito applicativo della norma, aveva chiarito che è permessa la "contemporanea frequenza di un corso di studi universitario ed un corso di perfezionamento di impegno inferiore a 1500 ore per complessivi 60 crediti".
Nel 2013, inoltre, alcuni studenti avevano formalmente esplicitato il loro disappunto sul divieto all'allora ministro Francesco Profumo e, successivamente, alla ministra Maria Chiara Carrozza preannunciando battaglie legali tese a ristabilire equilibrio e parità con gli alti studenti europei, in difesa del diritto allo studio e del libero accesso al sapere a loro impudentemente negati.
Anche il C.N.S.U., in qualità di organo consultivo, è intervenuto con diverse e argomentate mozioni per sollecitare l'intervento del Ministero dell'Università.
La calendarizzazione per l'approvazione definitiva nei due rami del Parlamento è prevista per la fine del 2021.
Martedì 12 ottobre 2021 la Camera dei Deputati ha approvato all'unanimità la proposta di legge "Modifica all'articolo 142 del testo unico di cui al regio decreto 31 agosto 1933, n. 1592, concernente la soppressione del divieto di iscrizione contemporanea a diverse università, a diverse facoltà o scuole della stessa università e a diversi corsi di laurea o diploma della stessa facoltà o scuola".

## Unione Europea
L'europarlamentare Gianni Pittella nel 2003 propose una interrogazione scritta alla Commissione Europea, riscontrata negativamente sul rilievo che trattasi di una materia demandata alla competenza degli Stati membri.
Successivamente, Antonio Visicchio, dopo aver proposto due distinte petizioni alla Camera e al Senato italiani, ha investito della questione il Parlamento europeo sempre mediante petizione. Quest'ultima è stata dichiarata ammissibile ed è stato chiesto alla Commissione Europea di fornire informazioni sul caso. Il 23 marzo 2021, la Commissione Europea, ritenendo che nel divieto di contemporanea iscrizione possa scorgersi una potenziale restrizione della libera circolazione degli studenti europei, ha avviato "un dialogo con le autorità italiane per ottenere ulteriori informazioni, ad esempio riguardo all'eventuale esistenza di motivi politici che giustifichino gli ostacoli alla mobilità degli studenti che sembrano derivare dalle disposizioni italiane in questione quando si tenta di combinare un corso di studi in Italia e in un altro Stato membro". 
L'attuale proposta di legge, così come formulata continua a proibire l'iscrizione successiva alla seconda in quelli Stati membri che, al contrario, la consentono.